# Achyranthes viridis
Achyranthes viridis är en amarantväxtart som beskrevs av Lopr. Achyranthes viridis ingår i släktet Achyranthes och familjen amarantväxter. Inga underarter finns listade i Catalogue of Life.